# Непрерывные волокна
Непрерывные волокна (англ. continuous fibres) — конструкционные волокна, длина которых позволяет пренебречь концевыми эффектами при их нагружении в композитах и использовать в непрерывных технологических процессах получения композитных изделий. 

## Описание
Основной геометрический параметр волокна, определяющий его эффективность в композитной конструкции — безразмерная длина {\displaystyle {\tilde {l}}}, равная отношению длины волокна l к его диаметру d или к характерному размеру поперечного сечения для волокна некруглого сечения.
Критическая величина безразмерной длины {\displaystyle {\tilde {l}}^{*}} — длина волокна l, при которой волокно не разрушается растягивающими напряжениями, генерируемыми в нем через касательные напряжения на границе раздела волокна и матрицы:
{\displaystyle {\tilde {l}}^{*}\sim {\frac {{\tilde {\sigma }}_{f}^{*}}{{\tilde {\tau }}_{fm}^{*}}},}
где {\displaystyle {\tilde {\sigma }}_{f}^{*}}  — прочность волокна при растяжении, которая в общем случае зависит от его длины, а {\displaystyle {\tilde {\tau }}_{fm}^{*}}  — прочность границы раздела на сдвиг. В случае идеальной адгезионной связи на границе раздела величина  равна прочности матрицы на сдвиг. Чтобы пренебречь концевыми эффектами, должно выполняться условие {\displaystyle {\tilde {l}}\gg {\tilde {l}}^{*}}. Для высокопрочных волокон ({\displaystyle {\tilde {\sigma }}_{f}^{*}} > 4000 МПа) в полимерной матрице ({\displaystyle {\tilde {\tau }}_{fm}^{*}} < 40МПа) {\displaystyle {\tilde {l}}^{*}} ≈ 100. В композитах с металлической матрицей критическая безразмерная длина волокна может быть на порядок меньше.
Непрерывность волокна в технологическом смысле означает возможность его использования в непрерывных технологических процессах получения композитных изделий, таких, как намотка, получение дву- и трехмерных тканей, пултрузия и т. п. В этом случае критерием непрерывности является абсолютная длина волокна на шпуле, соотнесенная с конкретным технологическим процессом производства композитных элементов конструкций.